# Belmondo par Belmondo
Belmondo par Belmondo è un documentario francese del 2016, diretto da Régis Mardon.

## Trama
Jean-Paul Belmondo è protagonista di un documentario prodotto nel 2016 dal figlio, Paul Belmondo. Il grande attore francese torna nei luoghi di alcuni dei suoi film, per raccontare segreti e altri avvenimenti mai svelati prima. Tra i suoi primi lavori vi è L'uomo di Rio (1964), girato in Brasile accanto a Françoise Dorléac (sorella di Catherine Deneuve). Presente Ursula Andress, che racconta il suo legame personale con Belmondo. E poi registi come Jean-Pierre Melville, Henri Verneuil, Jean-Luc Godard, Philippe de Broca, Claude Lelouch, Georges Lautner, Philippe Labro, e attori come Claudia Cardinale, Jean Rochefort, Jean-Pierre Marielle, Robert Hossein, Alain Delon.